# Peter I av Oldenburg
Peter Friedrich Ludwig, född 17 januari 1755 i Riesenburg, död 21 maj 1829 i Wiesbaden, var regent över hertigdömet Oldenburg för sin psykiskt sjuke kusin 1785-1823 och hertig av Oldenburg 1823-1829. Han var son till Georg av Holstein-Gottorp och Sofia av Holstein. Furstbiskop av Lübeck, hertig av Oldenburg. Gift 1781 med Fredrika av Württemberg (1765-1785).
Peter tjänstgjorde i sin ungdom som rysk officer.  Efter farbrodern Fredrik Augusts död 1785 efterträdde Peter denne som furstbiskop av Lübeck och furste av Birkenfeld och tillsattes som regent över hertigdömet Oldenburg eftersom hans kusin, Wilhelm av Oldenburg (1754-1823), hertig av Oldenburg, var sinnessvag.
Vid Lübecks sekularisering 1803 blev han istället furste. 1823 efterträdde han formellt sin kusin som hertig av Oldenburg.
Peter vägrade gå med på Napoleons förslag att byta Oldenburg mot Erfurt, och därför besattes hertigdömet av Napoleons trupper 1810 och införlivades med Frankrike. Wienkongressen återgav honom Oldenburg, som upphöjdes till storhertigdöme men Peter avstod från titeln storhertig. Han efterträddes vid sin död av sin äldste son.
Vid tronföljarnomineringen i Sverige 1810 omtalades Peter som släkting till kungahuset.

## Barn
1. Paul Fredrik August av Oldenburg, storhertig av Oldenburg, född 1783.
2. Georg av Oldenburg (1784-1812); gift i Sankt Petersburg 1809 med storfurstinnan Katarina Pavlovna av Ryssland (1788-1819), dotter till Paul I av Ryssland.